# Andamanendrongo
De andamanendrongo  (Dicrurus andamanensis) is een zangvogelsoort uit de familie van de drongo's. Het is een endemische vogelsoort op de Andamanen.

## Kenmerken
De andamanendrongo is 28 tot 29 cm lang. De ondersoort D. a. dicruriformis is 35 cm lang. Die ondersoort komt alleen voor op een paar kleine eilanden ten noorden van Noord-Andaman. Het verenkleed is glanzend zwart met een groene glans. De vogel heeft een diep gevorkte staart en een forse snavel.

## Verspreiding en leefgebied
De andamanendrongo komt voor over de hele eilandengroep en twee eilanden ten noorden daarvan die behoren tot Myanmar, Klein en Groot Cocoseiland. Het is een vogel van tropisch regenwoud, zowel in laagland als in hellingbossen.
De soort telt 2 ondersoorten:
- D. a. dicruriformis: Groot Cocoseiland en Table Island.
- D. a. andamanensis: Andamanen.

## Status
Hoewel de vogel niet zeldzaam is, wordt het leefgebied bedreigd door ontbossingen die het gevolg zijn van de bevolkingstoename en de omzetting van bos in weidegrond. Om die reden staat deze drongo als gevoelig op de Rode Lijst van de IUCN.